# Allejo
Allejo är en fiktiv brasiliansk anfallare i fotbollsspelet International Superstar Soccer från 1994 utvecklat av Konami för Super Nintendo. Han uppträdde även i två uppföljare i International Superstar Soccer-serien på 1990-talet och återuppväcktes 2012 i Pro Evolution Soccer 2013 och några av dess uppföljare.
Allejo har kommit att bli en kultfigur i Brasilien. Han har ansetts som både en av landets mest kända datorspelsfigurer och bästa fiktiva fotbollsspelare. År 2019 tillkännagav Konami officiellt att Allejo skapades med den brasilianska landslagsspelaren Bebeto som förebild.

## Historia
Spelet International Superstar Soccer är baserat på fotbolls-VM i USA 1994. Det gavs ut i Japan i november 1994 och på övriga marknader under 1995. När Konami släppte spelet var det inte licensierat av den internationella federationen för fotbollsförbund FIFA. Det gjorde att man var tvungen att använda fiktiva namn för fotbollsspelarna i spelet. I spelet är Allejo anfallare i det brasilianska landslaget och bär tröjnummer 7, en antydan till att han är skapad med inspiration av verklighetens Bebeto. Allejos anfallspartner i spelet, Gomez, bär tröjnummer 11 i likhet med den verkliga Romário som var Bebetos anfallspartner under VM-turneringen. Allejo sticker ut som en spelare med en unikt hög kapacitet i spelet. Därtill ingår han i spelets mest kraftfulla lag.
Allejo återfinns i uppföljaren International Superstar Soccer Deluxe från 1995 för Super Nintendo och i International Superstar Soccer 64 från 1996 för Nintendo 64. I International Superstar Soccer 64 ses Allejo med kortare frisyr och tröjnummer 9, en anspeling till Ronaldo.
I och med att Konami började licensiera sina fotbollsspel med FIFA försvann Allejo och de andra fiktiva namnen ur spelserien för att ersättas av verkliga spelarnamn. Allejo föll inte i glömska, han kom att få ett kultfölje i Brasilien med dedikerade diskussionsgrupper på sociala medier som Orkut. Efter att Brasiliens förbundskapten Dunga presenterat landslagstruppen inför VM 2010 trendade Allejo på Twitter i sällskap av landslagsspelare som Neymar, Ronaldinho och Paulo Henrique Ganso.
Myten som bildats kring Allejo ledde Konami till att år 2012 återuppväcka honom i Pro Evolution Soccer 2013.
År 2019 offentliggjorde Konami för första gången officiellt förebilderna till spelarna i International Superstar Soccer. Det bekräftade att Allejo skapats med Bebeto som förebild. I en kommentar på Twitter den 27 februari 2019, riktad till brasilianska Konami skrev Bebeto: "Mycket häftigt att efter så lång tid få veta att jag inspirerade Konami till att skapa Allejo, en av de mest ikoniska TV-spelsfigurerna. Stort tack för hyllningen!"

## Ludografi
| År   | Spelserie                      | Spel                                  | Konsol           | Tröjnummer |
| ---- | ------------------------------ | ------------------------------------- | ---------------- | ---------- |
| 1994 | International Superstar Soccer | International Superstar Soccer        | SNES             | 7          |
| 1995 | International Superstar Soccer | International Superstar Soccer Deluxe | SNES             | 7          |
| 1996 | International Superstar Soccer | International Superstar Soccer 64     | Nintendo 64      | 9          |
| 2012 | Pro Evolution Soccer           | Pro Evolution Soccer 2013             | PS2/PS3/Xbox 360 | 7          |
| 2013 | Pro Evolution Soccer           | Pro Evolution Soccer 2014             | PS3/Xbox 360     | 88         |
| 2014 | Pro Evolution Soccer           | Pro Evolution Soccer 2015             | PS3/PS4/Xbox 360 | 88         |

## Utmärkelser och omnämningar
Tidskriften Época listade 2012 Allejo som en av de tio mest kända brasilianska datorspelsfigurerna och den brasilianska webbportalen Universo Online omnämnde honom 2014 som den bästa fiktiva fotbollsspelaren någonsin.